# Facultad de Odontología de la Universidad de Chile
La Facultad de Odontología de la Universidad de Chile (FOUCh) es una de las 16 facultades que conforman dicha institución de educación superior. La facultad imparte la carrera de odontología, así como también diversos programas de estudios para la formación de investigadores, especialistas y académicos de nivel superior en las diferentes especialidades de la disciplina.
Los antecedentes de la facultad son los inicios de los estudios formales de odontología en Chile, los cuales se originaron en la Universidad de Chile a mediados del siglo XIX. En 1888 el gobierno de José Manuel Balmaceda creó la Escuela Dental, la primera del país, dependiente de la Facultad de Medicina. En el año 1945 se independizó con la instalación de la Facultad de Odontología, cuyo primer decano fue Alfonso Leng, premio nacional de Arte por su labor como compositor.
La Escuela Dental funcionó en sus inicios en varios lugares de forma sucesiva, hasta que en 1911 se instaló en un edificio de avenida Santa María construido por el gobierno como recompensa a Germán Valenzuela Basterrica, director de la Escuela, por haber resuelto el crimen de la legación alemana. En 2007 la facultad se trasladó a sus nuevas instalaciones ubicadas en la comuna de Independencia, ciudad de Santiago, en la intersección de la calle Olivos con avenida La Paz.

## Historia

### Antecedentes
Con la fundación de la Universidad de Chile en 1842 se creó el espacio necesario para la certificación universitaria del ejercicio de los dentistas el país, ya que el decano de la Facultad de Medicina quedó a cargo de las funciones que ejercía el protomedicato. Esta institución de origen colonial era un tribunal encargado de otorgar las licencias para el ejercicio de las profesiones de la salud, pero sin requerir la acreditación de estudios por parte de los postulantes.
En 1864 se establecieron los estudios formales de odontología en Chile con el primer curso oficial de dentística de la Facultad de Medicina, cuyo plan de estudios había sido creado un año antes por el decano Vicente Padín. El curso tenía un año de duración, se realizaba en el Hospital San Juan de Dios, y estaba a cargo del médico y profesor de la cátedra de anatomía Pablo Zorrilla, quien fue reemplazado en 1867 por el también médico Miguel Semir.

### Creación de la Escuela Dental y el crimen de la legación alemana

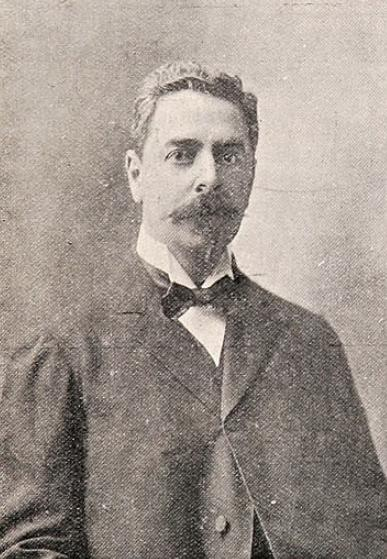
Germán Valenzuela Basterrica, director de la Escuela Dental, figura clave en la resolución del crimen de la legación alemana.

El 18 de octubre de 1888 el gobierno del presidente José Manuel Balmaceda creó la Escuela Dental bajo el alero de la Facultad de Medicina. Comenzó a funcionar en marzo de 1889 con dos profesores médicos, y el curso comprendía los estudios de anatomía patológica, fisiología, terapéutica dentaria, cirugía y clínica dentaria, distribuidos en dos años. Los aspirantes a la Escuela debían haber finalizado sus cuatro primeros años de humanidades, y, para la obtención del título, debían rendir un examen frente a profesores del curso y tres docentes de la Facultad de Medicina.
La Escuela estaba instalada en un área del Hospital San Vicente de Paul, y luego ocupó el tercer piso de calle Estado 165. Tiempo después se trasladó a la intersección de calles Catedral con San Martín, y luego a un inmueble en la calle Agustinas.
En 1898 el decano Ventura Carvallo envió a su ayudante en la cátedra de cirugía Germán Valenzuela Basterrica a seguir un curso para especializarse en la Escuela Dental de París. A su regreso fue nombrado como director de la Escuela Dental, y bajo su gestión se decidió aumentar los requisitos para el ingreso de estudiantes, y la extensión del plan de estudios a tres años.
El 5 de febrero de 1909 se declaró un incendio en el edificio de la legación alemana en Santiago, en donde se encontró un cuerpo que fue identificado como el canciller Guillermo Beckert. Se sumaba además la desaparición del portero de nacionalidad chilena Exequiel Tapia junto a la caja de caudales de la representación diplomática, lo que apoyó a la tesis del asesinato del funcionario alemán. La intervención del director Germán Valenzuela Basterrica, quien realizó pericias odontológicas a los restos encontrados, permitieron resolver el crimen de la legación alemana y delatar al culpable. Guillermo Beckert, quien había simulado su propia muerte y asesinado a Tapia, fue capturado cuando intentaba escapar del país.
Para agradecer la labor en la resolución del caso y en la pacificación de las relaciones con Alemania, el gobierno del presidente Pedro Montt le ofreció una recompensa a Valenzuela Basterrica, quien solicitó la construcción de un edificio para la Escuela Dental.

### El edificio de la Escuela Dental

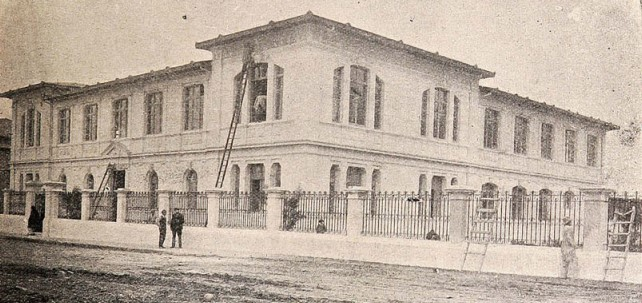
Vista del edificio de la Escuela Dental en 1911, año de su inauguración.

El edificio de la Escuela Dental, ubicado en avenida Santa María 571, fue inaugurado el 10 de septiembre de 1911 en una ceremonia en la que formaron parte el presidente Ramón Barros Luco, el ministro del Interior José Ramón Gutiérrez, el ministro de Instrucción Pública Benjamín Montt, el rector de la Universidad Domingo Amunátegui Solar y el director de la Escuela Dental Germán Valenzuela Basterrica.
Tras haber gozado de cierta autonomía administrativa, en 1916 se estableció de forma oficial a la Escuela Dental como dependencia directa de la Facultad de Medicina, y un año más tarde se estableció la existencia legal de la profesión de dentista por la Ley N.º 3.301. A pesar de la subordinación a la Facultad de Medicina, el personal docente no formó parte integrante de esta facultad hasta el año 1923.

### Instalación de la Facultad de Odontología

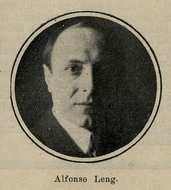
Alfonso Leng, primer decano de la Facultad de Odontología de la Universidad de Chile.

Debido a la poca autonomía administrativa y económica de la Escuela Dental bajo la dependencia de la Facultad de Medicina, y por petición de diversas autoridades académicas, se instaló la Facultad de Odontología de la Universidad de Chile el 8 de mayo de 1945. La Facultad comenzó su funcionamiento con veintiún profesores, once de ellos médicos, y su primer decano fue Alfonso Leng, premio nacional de Arte por su rol como compositor.
Durante el rectorado de Juvenal Hernández la Facultad de Odontología comenzó un proceso de crecimiento que se tradujo en la incorporación de nuevas cátedras, como radiología (1948) y farmacología (1945), que buscaron la ampliación de la base científica de los futuros profesionales debido a los avances en las ciencias biológicas. Esto llevó al aumento de la duración de los estudios a cinco años, a lo que se sumó un período de perfeccionamiento clínico de cuatro a seis meses de duración, además de una memoria de título. Se debe mencionar también la aprobación del reglamento definitivo en 1952.
Junto a las modificaciones del plan de estudios, se comenzó la renovación del edificio en que funcionaba la Escuela Dental, y se adquirieron nuevos útiles y material de enseñanza. En los años 1950 fueron construidos nuevos edificios junto al antiguo, salas de clases, anfiteatros y pabellones, se procedió a la renovación de las clínicas y los laboratorios de química y bacteriología, además de la destinación de un pabellón del Hospital Clínico José Joaquín Aguirre para la práctica profesional de los alumnos de la Facultad. Por otra parte, se adquirieron sillones clínicos y equipos dentales, y se renovaron los aparatos de rayos X.

## Organización

### Administración

#### Decanos de la Facultad
- Dr. Alfonso Leng Haygus (1945-1948)
- Dr. Rafael Huneeus Guzmán (1948-1954)
- Dr. Carlos Tapia Depassier (1954-1961)
- Dr. Enrique Phillips Rodríguez-Peña (1961-1967)
- Dr. Rubén Quintana Oyarzún (1967-1972)
- Dr. Hernán Barahona Justiniano (1972-1976)
- Dr. Jaime Mery Alfonso (1976-1980)
- Dr. Hernán Barahona Justiniano (1980-1986)
- Dr. Juan José Villavicencio (1987-1995)
- Prof. Dr. José Matas Colom (1995-2002)
- Prof. Dr. Julio Ramírez Cádiz	(2002-2010)
- Prof. Dr. Jorge Gamonal Aravena (2010-2018)
- Prof. Dra. Irene Morales Bozo	(2018-)

## Infraestructura y servicios
La Facultad de Odontología de la Universidad de Chile se encuentra ubicada dentro del campus Dra. Eloísa Díaz, en la comuna de Independencia, en el sector norte de la ciudad de Santiago.

### Clínica Odontológica de la Universidad de Chile
La clínica odontológica funciona en un edificio propio ubicado en la esquina de la calle Olivos y avenida La Paz desde 2007, año en que se trasladó desde el edificio de avenida Santa María. Cuenta con 148 unidades dentales, y ofrece atención de problemas odontológicos y resolución de enfermedades bucales.

### Biblioteca
La Biblioteca Central de la Facultad de Odontología de la Universidad de Chile se encuentra en el segundo piso del Edificio Administrativo, y cuenta con salas de lectura, lugares de estudio grupal, acceso a computadores y hemeroteca. La biblioteca alberga una colección de más de 59 000 volúmenes, entre las que destacan su colección de tesis odontológicas publicadas desde 1913.

## Investigación

### Instituto de Investigación en Ciencias Odontológicas
El Instituto de Investigación en Ciencias Odontológicas es una unidad académica dependiente de la Facultad que tiene como objetivo desarrollar investigación en odontología.